# Stefania riae
Stefania riae es una especie de anfibio anuro de la familia Hemiphractidae.

## Distribución geográfica
Esta especie es endémica del estado de Bolívar en Venezuela. Habita entre los 1000 y 1400 m de altitud en el cerro Sarisariñama.

## Descripción
Los machos miden hasta 56 mm y las hembras hasta 59 mm.

## Etimología
Esta especie lleva su nombre en honor a Ria Hoogmoed-Verschoor, la esposa de Marinus Steven Hoogmoed.

## Publicación original
- Duellman & Hoogmoed, 1984 : The taxonomy and phylogenetic relationships of the hylid frog genus Stefania. Miscellaneous Publication, Museum of Natural History, University of Kansas, vol. 75, p. 1–39[5]